# 杨明葆
杨明葆（1909年—1998年5月21日），河北保定人。中华人民共和国政治人物。

## 生平
1937年，毕业于北平私立财政商业专科学院。曾任保定、北乎市基督教青年会干事，太原市基督教青年会执行干事。中华人民共和国成立后，历任太原市基督教青年会总干事、山西省基督教三自爱国运动委员会主任，山西省各代会协商委员会第一、二届委员、山西省政协一、二、三届常务委员，第四、五、六届政协副主席。1998年5月21日去世，享年89岁。